# 미우라 후미타케
미우라 후미타케(일본어: 三浦 文丈 1970년 8월 12일 ~ )는 일본의 전 축구 선수이다.

## 구단 경력
1993년 J1리그의 요코하마 마리노스에 입단하였다. 1995년에 J1리그 우승을 차지하였다. 1999년부터 2000년까지 교토 퍼플 상가와 주빌로 이와타에서 뛰었다. 2001년 FC 도쿄로 이적했다. 2004년에 J리그컵 우승을 차지하였다. 2006년후 현역 은퇴.

## 지도자 경력
2016년 AC 나가노 파르세이루의 감독으로 취임하였다. 2017년 알비렉스 니가타의 감독으로 취임하였다. 2019년부터 2021년까지 SC 사가미하라에서 감독을 맡았다.